# Teatro Teresa Carreño
El Teatro Teresa Carreño es un recinto cultural, uno de los más importantes de América, el segundo más grande de América del Sur, el mayor de Venezuela. En él se representan conciertos sinfónicos y populares, espectáculos diversos, óperas, ballet clásico, danza y teatro. Está ubicado en la Parroquia San Agustín del Municipio Libertador, en el corazón cultural de Caracas, al final de la Avenida Paseo Colón en Los Caobos, cerca de las torres de Parque Central, en sus alrededores más inmediatos se ubican la Plaza de los Museos, el Parque Los Caobos, el Hotel Alba Caracas, la Universidad de las Artes, entre otros. Tiene dos salas principales: la Ríos Reyna y la José Félix Ribas. El teatro lleva su nombre en honor a la insigne pianista venezolana Teresa Carreño.
El teatro cuenta con dos empresas estables de prestigio: el Coro de Ópera Teresa Carreño, y el Ballet Teresa Carreño, que fue dirigido hasta el año 2002 por el coreógrafo y maestro Vicente Nebrada, para posteriormente ser una compañía dirigida por un cuerpo colegiado y apoyada por la figura de un coordinador, a partir de 2005 hasta la actualidad. La particularidad de esta compañía, reside en su permanencia en el teatro como un cuerpo de danza estable, financiado directamente por el Teatro Teresa Carreño, con recursos del Estado.

## Historia

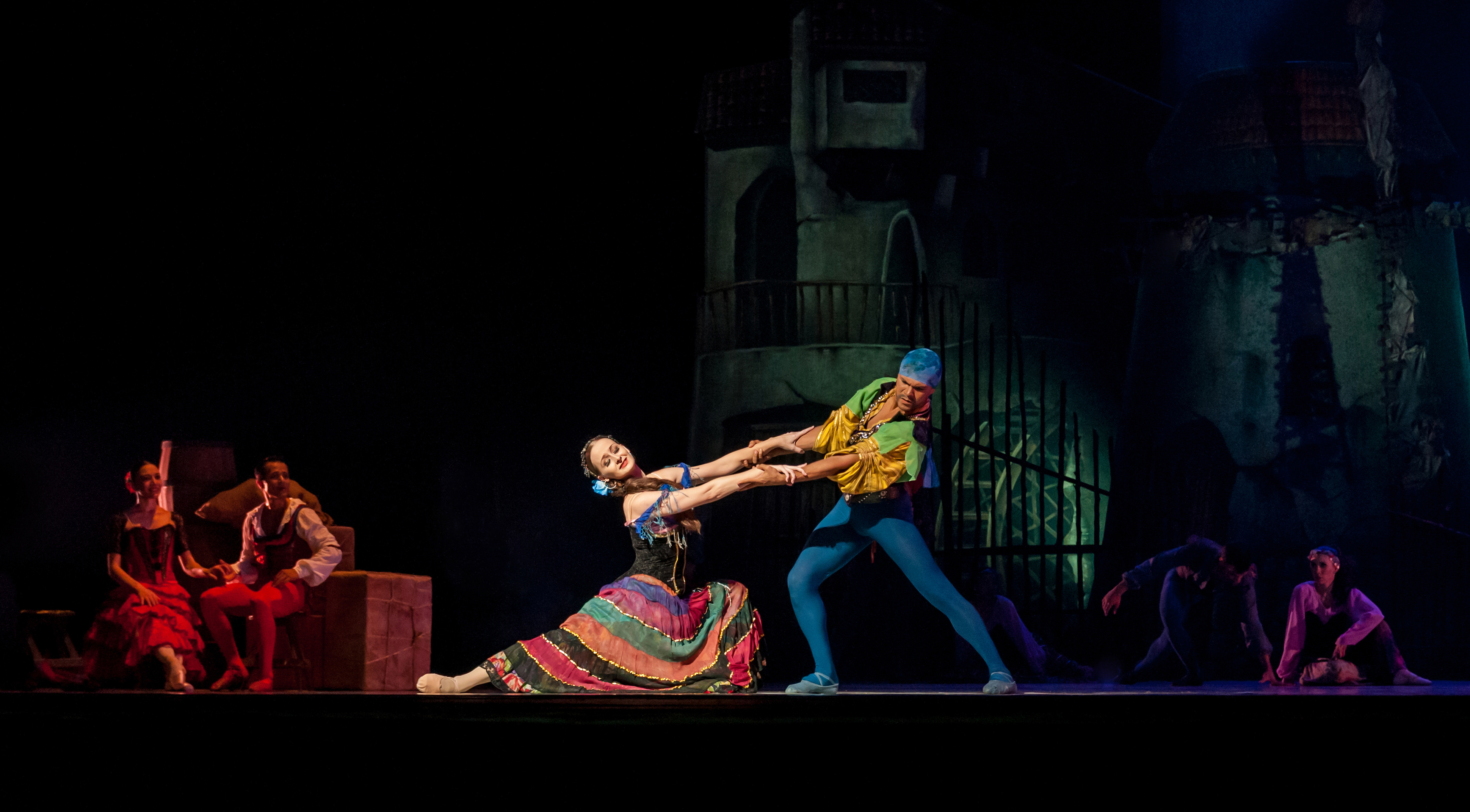
Don Quijote de La Mancha

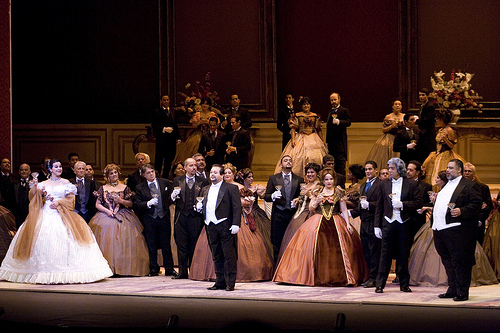
La Traviata, 2008

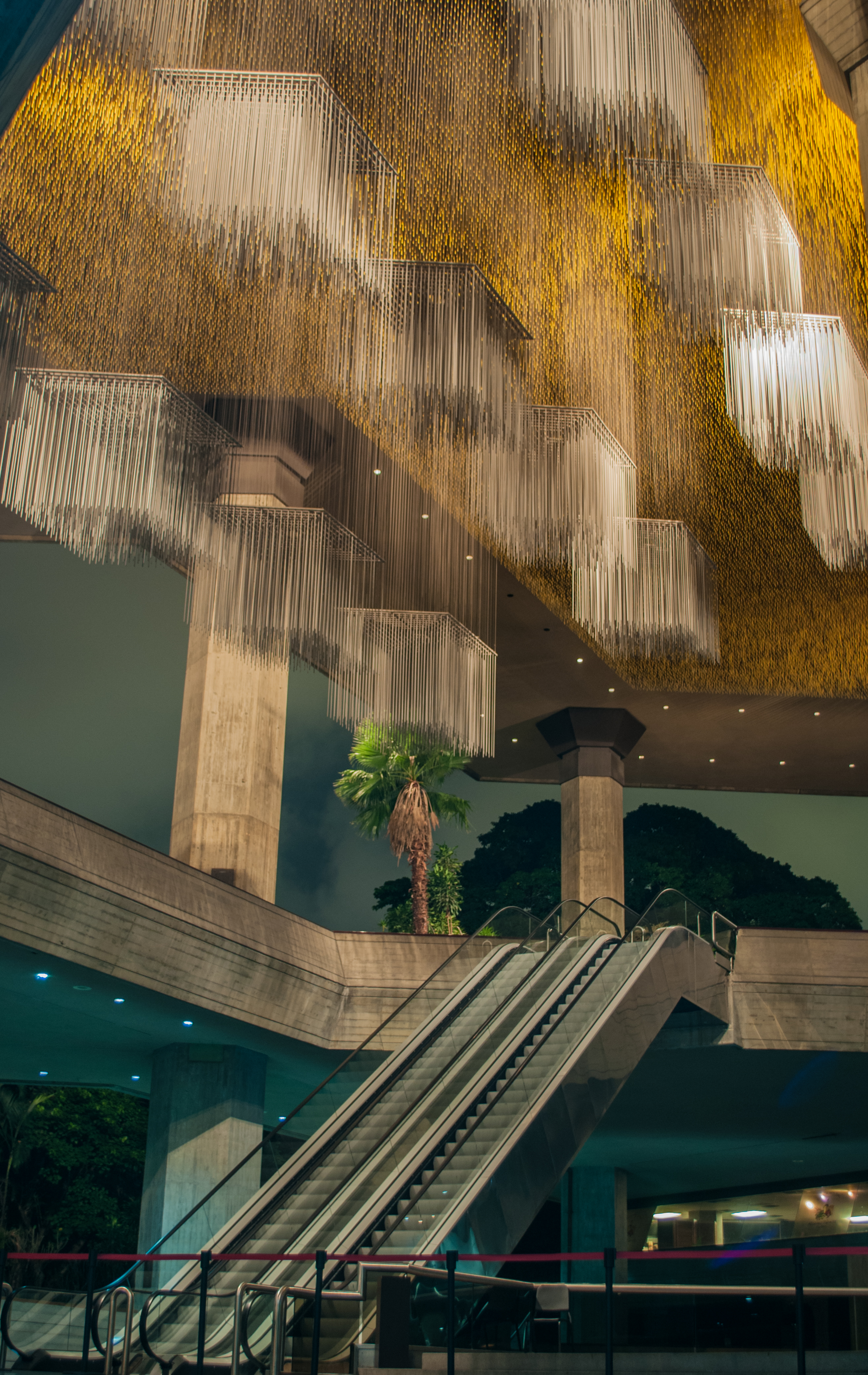
Techo del Foyer

En la década de 1970, Pedro Antonio Ríos Reyna, violinista y presidente de la Orquesta Sinfónica Venezuela, presenta un plan para construir una sala de conciertos que sirviera de sede a la Orquesta ya que los teatros más importantes de Caracas para esa época: el Teatro Municipal (inaugurado en 1881) y el Teatro Nacional (inaugurado en 1905), no cumplían a cabalidad con los requerimientos técnicos y de aforo que iban en continuo aumento. El Centro Simón Bolívar amplía el proyecto para convertirlo en un complejo cultural de usos múltiples. El concurso fue otorgado en septiembre de 1970 a los arquitectos Tomás Lugo Marcano, Jesús Sandoval y Dietrich Kunckel, quienes viajaron a varios teatros del continente americano y europeo para conocer los adelantos técnicos de los teatros más importantes de la época, entre ellos el Queen Elizabeth Hall de Londres y el centro de la Filarmónica de Berlín.
La construcción del complejo cultural se inició en 1973 durante la presidencia de Rafael Caldera y oficialmente culminó en 1983, durante el gobierno de Luis Herrera Campíns. Su costo total se estima en 540 millones de bolívares de la época.
El teatro fue inaugurado en dos fases, primero la sala José Félix Ribas, en febrero de 1976, y luego la sala Ríos Reyna y el resto del complejo, el 19 de abril de 1983, con un concierto de la Orquesta Sinfónica Venezuela. En 1984 se cerró por ocho meses para la culminación y dotación técnica de algunos espacios.
En 1988 gracias a la gestión de la directiva del Teatro presidida en aquel entonces por Elías Pérez Borjas, y la Fundación Neumann, se inauguró una sala de exposiciones que cuenta con dos muestras de las pertenencias de dos insignes músicos venezolanos: una dedicada a la pianista Teresa Carreño y otra al compositor Reynaldo Hahn.
En 2005 se mudó la exposición de la pianista Teresa Carreño a una pequeña y modesta sala vecina, sin incluir la de Reynaldo Hahn. Fue sede del grupo Danzahoy, y albergó durante años la oficina de la Compañía Nacional de Teatro, la Librería Monte Ávila Latinoamericana, la Tienda del Cine de la Cinemateca Nacional, la Tienda de Arte del Ministerio para la Cultura, y la ya desaparecida Tienda Entreacto, de discos (primordialmente de música académica), libros y curiosidades relacionadas con el propio Teatro y con el mundo de las artes escénicas.
La asesoría técnica para el complejo fue del profesor George Izenhour, afamado ingeniero, con una cátedra creada para él por la Universidad de Yale en EE. UU. Su comentario en su libro «Theater Design» fue: «Una combinación de elementos proclamada imposible por arquitectos, diseñadores de escenarios y asesores teatrales en Europa, Australia y otras partes finalmente se materializará no en Norte sino en Sur América. Nuevamente, como ellos otros tres puntos relevantes de mi práctica de consultoría en diseño teatral de uso múltiple, esta fue otra ocasión donde la combinación correcta de mentes aventureras (arquitectos, asesores, ingenieros y contratistas) fue afortunada. Lo más importante de todo aquí fue un cliente-propietario desinhibido por los dictados de la tradición, no obnubilado por el dogma aceptado de dos siglos de diseño y construcción de casas de opera-sala de conciertos-teatro, quien escuchó a los diseñadores y confió en su habilidad».

## Áreas

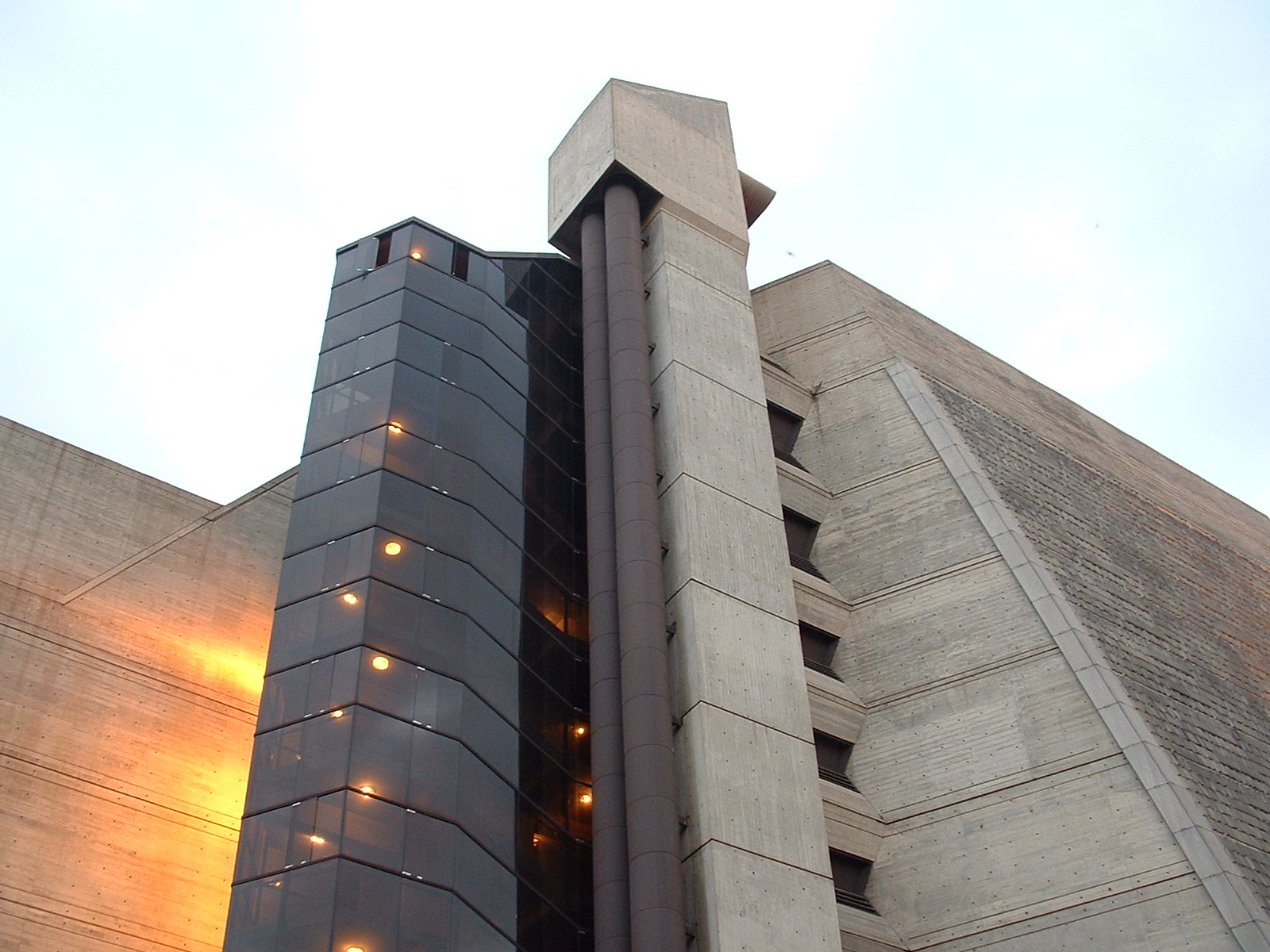
Teatro Teresa Carreño.

El Teatro Teresa Carreño es una obra arquitectónica y cultural sin par en la historia de Venezuela. Ubicado sobre un terreno de 22.586 m² y con más de 80.000 m² de construcción, el imponente edificio se alza integrando el concreto a la naturaleza y a las artes plásticas. Enormes columnas y techos hexagonales casi superpuestos entre sí hacen que la majestuosidad de esta edificación de arquitectura de naturaleza pluralista y de integración espacial sea única en su estilo.
El teatro cuenta con dos salas principales: la Ríos Reyna y la José Félix Ribas, además de otros espacios abiertos y cerrados, terrazas y salas muy versátiles que sirven para presentar pequeños recitales o conferencias. La entrada al complejo cultural está precedida por la Plaza Vicente Emilio Sojo, en homenaje al célebre compositor y uno de los fundadores de la Orquesta Sinfónica Venezuela. 

El complejo cultural también cuenta con un área de oficinas y de producción a la par de los teatros más importantes del mundo: dos sótanos albergan espacios para los talleres de utilería, carpintería, herrería, peluquería y maquillaje, sastrería, varias salas de ensayo y de almacenamiento de escenografía.
En el teatro hay varias obras de arte del artista cinético venezolano Jesús Soto:
- Cubos virtuales blancos sobre proyección amarilla (en el techo del foyer de la Sala Ríos Reyna).
- Cubos vibrantes sobre progresión blanca y negra (en el estacionamiento, frente a la Sala José Félix Ribas).
- Nubes Blancas ubicadas a varios metros sobre las butacas de la Sala Ríos Reyna para que funcionen como elemento acústico y ornamental.
- Pirámides vibrantes (techo acústico de la Sala José Félix Ribas)
- Telón Escritura negra sobre fondo blanco y telón cortafuego o «Teaser»; ambos originalmente en el escenario de la Sala Ríos Reyna, hoy en día desincorporados.

También hay una muestra del artista Pedro Básalo, busto de Teresa Carreño (ubicado en el sótano 1); de Harry Abend, Relieve Mural sobre Pantallas Inclinadas (en la cúpula troncopiramidal externa del escenario de la Ríos Reyna), además de otros artistas como: Erling Oloe, Colette Dellozane, Jorge Pizani y Vincenzo Gemito.
En los espacios internos del teatro tienen sus oficinas las orquestas: Sinfónica Simón Bolívar, Sinfónica de Venezuela, y la Filarmónica Nacional.

## Sala Ríos Reyna

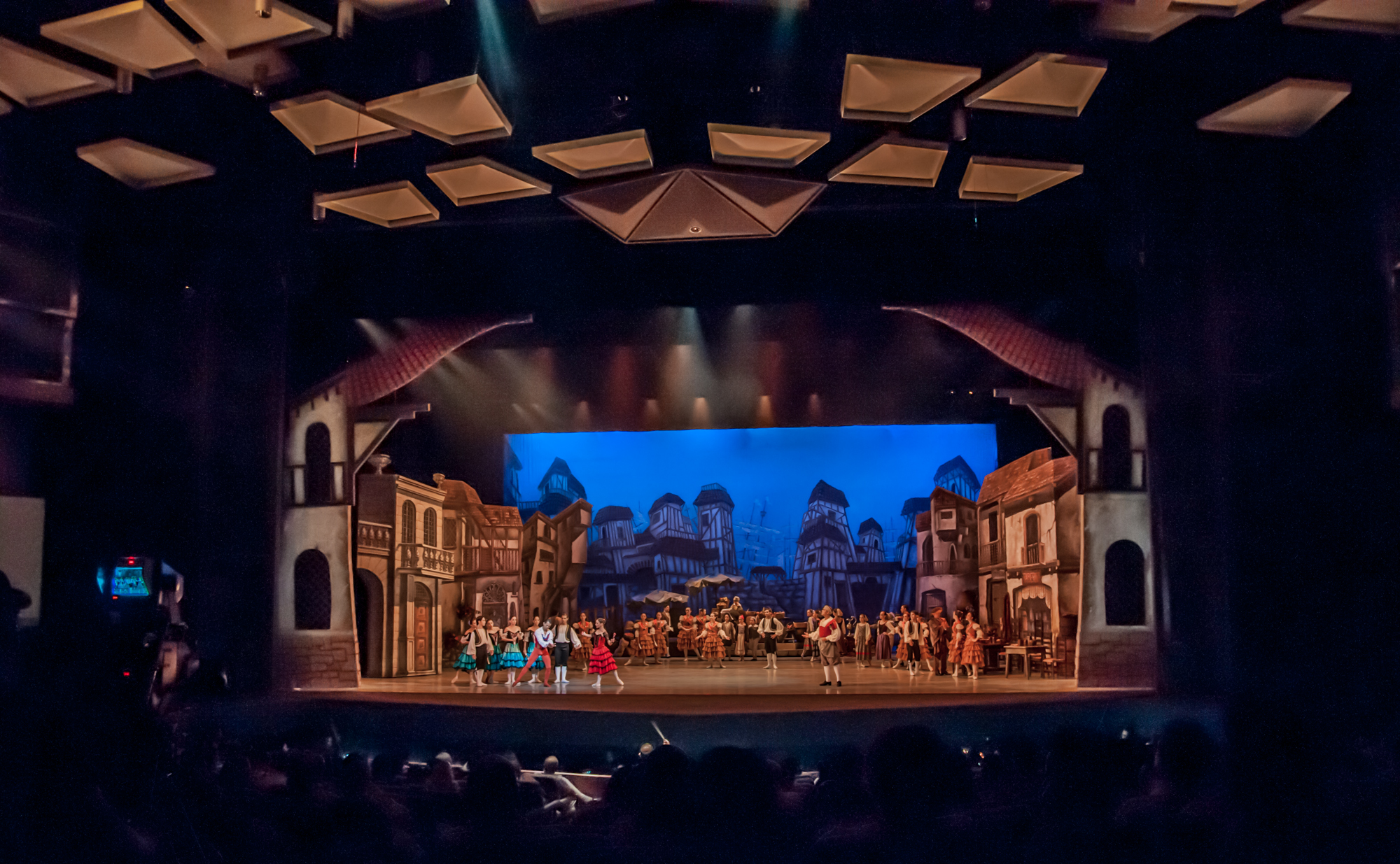
Sala Ríos Reyna con el espectáculo de ballet Don Quijote. Ballet Teresa Carreño, 2013.

Es la sala principal del teatro. Sede de la Orquesta Sinfónica Venezuela. Lleva su nombre en homenaje a tan importante músico venezolano y propulsor de la idea de la construcción de la sala y del más adelante complejo cultural, quien falleció en un accidente en Nueva York en 1971 y nunca pudo ver materializado su proyecto.
La Sala Ríos Reyna tiene una capacidad de 2367 espectadores, distribuidos en 24 zonas. Es el escenario de espectáculos sinfónicos, de ópera y ballet clásico más importante de la ciudad. En sus orígenes fue concebida como una sala de conciertos y más tarde fue enriquecida como un área de usos múltiples con un escenario tan vérsatil como para presentar cualquier género artístico, tanto así que ha podido albergar desde espectáculos de ópera, hasta concursos de belleza, como el Miss Venezuela, el cual se efectuó en este recinto en dos años consecutivos: 1993 y 1994.

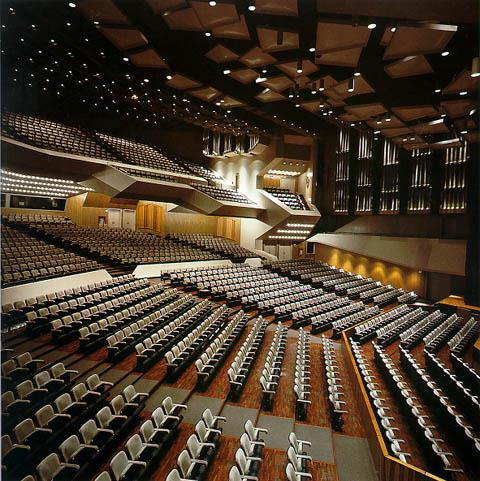
Sala Ríos Reyna.

La sala tiene 45 m de largo y 40 m de ancho. Las butacas están distribuidas en veintiséis zonas numeradas entre patio y balcón. La sala posee también un foso de orquesta, que funciona sobre una plataforma versátil que puede servir para albergar a los músicos en caso de ballet, recital u ópera; el foso también puede funcionar como extensión de escenario cuando la plataforma sube hasta el nivel de stage o como extensión de sala, ya que hay un sistema de 146 butacas guardadas debajo del nivel de patio que pueden subir con la misma plataforma del foso hasta el nivel de patio para colocar las butacas adicionales en las primeras cinco filas más cercanas al escenario.
La sala cuenta también con cabinas de iluminación, sonido, video, varios dispositivos acústicos que van desde la misma arquitectura y elementos propios de la sala hasta los equipos técnicos propicios para cualquier tipo de presentación.
El escenario de la sala Ríos Reyna fue diseñado con dimensiones especiales para adecuarse a usos múltiples. Cuenta con un área de uso de 900 m² de forma semihexagonal. El escenario cuenta con una serie de mecanismos hidráulicos y 4 plataformas móviles intercambiables (entre ellas una giratoria) que le permiten adaptarse a usos específicos y requerimientos del género del espectáculo a presentarse. Suspendidos en el techo con un sistema de guayas y tramoya se encuentran la concha acústica, los puentes de luces, una pantalla de cine de 20 m de ancho (la más grande del país), los cicloramas, las bambalinas, las patas y los telones. Dos de ellos diseñados especialmente por el artista cinético venezolano Jesús Soto.

## Sala José Félix Ribas
Llamada «Sala del Nuevo Arte», lleva su nombre en homenaje al prócer venezolano líder de la Batalla de La Victoria. Se inauguró el 12 de febrero de 1976 para celebrar el primer aniversario de la Orquesta Sinfónica Nacional Juvenil Juan José Landaeta después de estar patrocinada la sala por la Fundación Pro-Artes Coreográficas, el Ateneo y luego la Orquesta Juvenil.
Durante muchos años fue la sede de la Fundación del Estado para el Sistema Nacional de Orquestas Juveniles e Infantiles de Venezuela (FESNOJIV) presidida por el Maestro José Antonio Abreu. Es sede de la Orquesta Sinfónica Juvenil de Venezuela desde febrero de 1976.
La sala José Félix Ribas fue pensada como sala de conciertos sinfónicos (se podría decir que de estudio, dado la intimidad que produce el tamaño de la sala) y de cámara. Tiene una forma de teatro semicircular griego, un espacio de 507,5 m², un vestíbulo de 160 m², un escenario de 261 m² y capacidad para 347 personas.
Así como la Ríos Reyna, la sala cuenta también con cabinas y plantas de iluminación, elementos acústicos integrados a su arquitectura, camerinos y salas de ensayo.